# Francisco María Aguilera González
Francisco María Aguilera González (* 27. April 1918 in Guanajuato; † 5. August 2010 in Tequisquiapan, Querètaro) war ein mexikanischer Theologe und Weihbischof in Mexiko.

## Leben
Francisco María Aguilera González trat 1931 in das Priesterseminar von Guadalupe ein und studierte am Seminar von Mexiko. Erzbischof Luis María Martínez entsandte ihn zum Weiterstudium an das Päpstliche lateinamerikanische Kolleg „Pius“ in Rom. Am 11. April 1943 empfing er ebenda die Priesterweihe. Er absolvierte ein Philosophiestudium an der Päpstlichen Universität Gregoriana und wurde in Theologie promoviert. In seiner 2010 erschienenen Autobiografie Balcones del Alma, Memorias schilderte er die Besetzung Roms während des Zweiten Weltkrieges sowie die Befreiung Roms durch die Alliierten.
Am 13. November 1947 kehrte er nach Mexiko zurück und übernahm Tätigkeiten in der Seelsorge und in der Lehre am Seminario Conciliar. Ab 1954 engagierte er sich insbesondere für die Katechese in Mexiko sowie darüber hinaus in der Lateinamerikanischen Bischofskonferenz (CELAM). 1973 kehrte Aguilera González nach Rom zurück und wurde Studienpräfekt am Pontificio Colegio Mexicano. Zudem unterrichtete er mexikanische Geschichte an der Päpstlichen Universität der Salesianer. 1977 kehrte er nach Mexiko zurück und war für die Krankenhausseelsorge zuständig sowie Leiter der Vorbereitungsarbeiten für den Besuch von Papst Johannes Paul II. im Januar 1979 in Mexiko.
Johannes Paul II. ernannte ihn am 5. Juni 1979 zum Titularbischof von Macriana in Mauretania und bestellte Francisco María Aguilera González zum Weihbischof in Mexiko-Stadt. Der Erzbischof von Mexiko, Ernesto Kardinal Corripio y Ahumada, spendete ihm am 15. August desselben Jahres die Bischofsweihe; Mitkonsekratoren waren Miguel Darío Kardinal Miranda y Gómez, Alterzbischof von Mexiko, und José Esaúl Robles Jiménez, Bischof von Zamora.
1981 leitete er den Finanzausschuss für die Neufassung der Universidad Pontificia de México (UPM). Nach dem Erdbeben 1985, das besonders die Hauptstadt Mexiko-Stadt traf und über 20.000 Menschen tötete, wurde er mit den Aufbauarbeiten betraut.
Am 12. Juni 1996 nahm Papst Johannes Paul II. seinen altersbedingten Rücktritt an.
Aguilera Gonzalez war in Rom Mitglied des Internationalen Rates für Katechese der Kongregation für den Klerus. In der Mexikanischen Bischofskonferenz (CEM) war er langjähriger Präsident der Evangelisierung und Katechese sowie Bildung und Kultur.